# Machaerium paraense
Machaerium paraense är en ärtväxtart som beskrevs av Adolpho Ducke. Machaerium paraense ingår i släktet Machaerium och familjen ärtväxter. Inga underarter finns listade i Catalogue of Life.